# Obsjtina Drjanovo
Obsjtina Drjanovo (bulgariska: Община Дряново) är en kommun i Bulgarien.   Den ligger i regionen Gabrovo, i den centrala delen av landet, 180 km öster om huvudstaden Sofia. Antalet invånare är 7 892. Arean är 28,1 kvadratkilometer.
Terrängen i Obsjtina Drjanovo är platt norrut, men söderut är den kuperad.
Obsjtina Drjanovo delas in i:
- Tsareva livada
- Gostilitsa

Följande samhällen finns i Obsjtina Drjanovo:
- Drjanovo
- Gostilitsa

I omgivningarna runt Obsjtina Drjanovo växer i huvudsak blandskog. Runt Obsjtina Drjanovo är det ganska glesbefolkat, med 48 invånare per kvadratkilometer.